# Babak Najafi

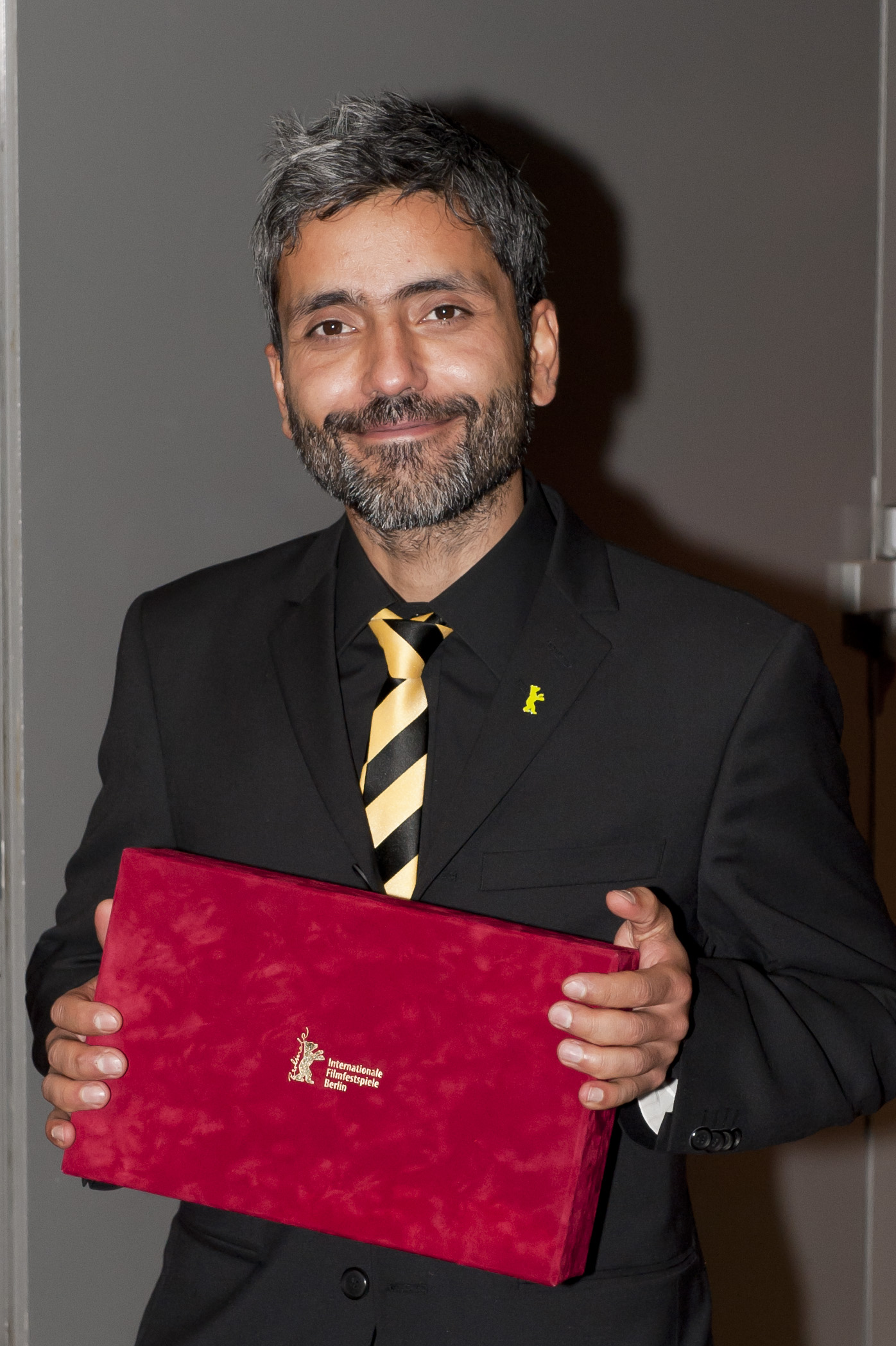
Babak Najafi (Berlinale 2010)

Babak Najafi Karami (persisch بابک نجفی, * 14. September 1975 in Teheran, Iran) ist ein iranisch-schwedischer Regisseur und Drehbuchautor.

## Leben
Babak Najafi wurde als Sohn eines Unternehmers, der LKWs über ein Import-Export-Unternehmen verkaufte, in Teheran geboren. Mit dem Ausbruch des Ersten Golfkrieges und dem Verlust der Existenz, zog die Familie Mitte der 1980er Jahre nach Uppsala, Schweden. Und obwohl er als Kind bereits häufig Filme von Steve McQueen und Jackie Chan sah, war Najafi nicht wirklich darauf bedacht, später selbst Filme zu machen. Es war eher sein Interesse, Geschichten echter Menschen zu hören und weiterzuerzählen, weswegen er sich entschloss, sich 1998 im Studienfach Dokumentarfilm an der Stockholmer Hochschule Dramatiska Institutet einzuschreiben.
Allerdings konzentrierte sich Najafi, nachdem er 2002 graduierte, erstmal auf Kurzfilme, bevor er 2010 mit Sebbe seinen ersten Spielfilm drehte. Das Drama über einen Jungen, der in seinem Leben ein Außenseiter ist, eine Bombe baut und versucht die Schule in die Luft zu sprengen, wurde von den Kritikern gelobt und mehrfach für bedeutende Preise nominiert und ausgezeichnet.
Da Daniél Espinosa wegen eines anderen Filmprojekts keine Zeit hatte, übernahm Najafi im April 2011 die Regie bei Easy Money II (Snabba cash II), der Fortsetzung von Easy Money. Ende 2014 begannen die Dreharbeiten zu seinem ersten englischsprachigen Projekt London Has Fallen, der Fortsetzung von Antoine Fuquas Olympus Has Fallen.

## Filmografie (Auswahl)
- 1999: Rasten (Kurzfilm)
- 2001: Gösta och Lennart (Kurzdokumentation)
- 2002: Pablo’s Birthday (Kurzfilm)
- 2004: Elixir (Kurzfilm)
- 2008: Jag förstår inte (Kurzfilm)
- 2010: Sebbe
- 2012: Easy Money II (Snabba cash II)
- 2016: London Has Fallen
- 2018: Proud Mary

## Auszeichnungen (Auswahl)
- 2010: Auszeichnung für den Besten Erstlingsfilm bei den Internationalen Filmfestspielen von Berlin für Sebbe
- 2011: Nominierung für die Beste Regie der Guldbagge für Sebbe